# Alicia Grootfaam
Alicia Grootfaam (24 oktober 2003) is een Surinaams atlete gespecialiseerd in kogelstoten en discuswerpen. In 2024 verbrak ze het Surinaamse record kogelstoten dat 32 jaar lang op naam van Helen Weidum had gestaan.

## Biografie
Alicia Grootfaam begon op haar zesde met hardlopen. Op haar veertiende stapte ze over naar kogelstoten. Later is ze er ook discuswerpen bij gaan doen.
Ze deed in 2016 mee aan de Consude Games. Ze behaalde een zilveren medaille voor een worp van 32,1 meter met discuswerpen. De Consude Games worden georganiseerd voor jongeren tussen de twaalf en veertien jaar.. In 2018 won tijdens de Consude Games in Bolivia een gouden medaille in het kogelstoten. Ook kwam ze in 2018 uit internationaal uit tijdens de Zuid-Amerikaanse kampioenschappen voor lichtatletiek onder 18 jaar in Cuenca. Hier behaalde ze de zesde plaats in het kogelstoten met een afstand van 12,58 meter.
In 2019 won ze met 14,15 meter in de U17-leeftijdscategorie bij de CARIFTA Games in George Town, Kaaimaneilanden.
Tijdens de Inter-Guyanese Spelen (IGS) van 2022 won ze twee gouden medailles, een voor kogelstoten en een voor discuswerpen. Tijdens de CARIFTA Games van hetzelfde jaar in Kingston, Jamaica, won ze met 12,97 meter de bronzen medaille in de leeftijdscategorie U20.
Ze eindigde op de Zuid-Amerikaanse Spelen in Asunción met 12,75 op de vijfde plaats. In 2023 eindigde ze op de zevende plaats tijdens de Zuid-Amerikaanse kampioenschappen in São Paulo met een afstand van in 13,43 meter in kogelstoten en het jaar daarop werd ze  op de U23 Zuid-Amerikaanse kampioenschappen in Bucaramanga met 14,52 meter vierde.
In 2024 verbrak zet het Surinaamse record kogelstoten in Frans-Guyana met een afstand van 14,52 meter. Dit record stond daarvoor 32 jaar lang op naam van Helen Weidum (14,38 meter).

## Persoonlijk record
- 2024: kogelstoten: 14,52 meter (Surinaams record)

## Overige sportprijzen
In 2019 werd ze bij de junioren verkozen tot Sportvrouw van het Jaar. In 2023 werd ze uitgeroepen tot Atlete van het Jaar.